# Festuca roigii
Festuca roigii là một loài thực vật có hoa trong họ Hòa thảo. Loài này được Dubc. & Ru´golo mô tả khoa học đầu tiên năm 1990.